# Substrat-induzierte Respiration
Die substrat-induzierte Respiration (SIR, englisch: substrat-induced respiration) ist eine indirekte Methode zur Bestimmung der mikrobiellen Biomasse in Böden. Die Grundlagen der substratinduzierten Respiration (SIR) wurden in den Arbeiten von J.P.E. Anderson und K.H. Domsch 1973 am Institut für Bodenbiologie, Forschungsanstalt für Landwirtschaft in Braunschweig und D. S. Jenkinson und D. S. Powlson 1976 an der Rothamsted Experimental Station in Hertfordshire entwickelt. Die SIR wurde erstmals von Anderson und Domsch im Jahr 1978 als Methode zur Bestimmung der aktiven Zellzahl und Zellmasse publiziert. Sie ist eine Kombination aus den vorherigen Arbeiten. Aufgrund der Einfachheit wird diese Methode auch heute noch benutzt, um verschiedenen Bodenproben miteinander vergleichen zu können.

## Prinzip
Die SIR-Methode beruht darauf, dass Mikroorganismen bei der Zugabe einer leicht verfügbaren Kohlenstoffquelle (z. B. Glucose) sofort mit einer verstärkten Atmung – eben der substrat-induzierten Respiration – reagieren. Die dabei freigesetzte Kohlenstoffdioxid-Menge kann mittels Gaschromatographie oder Infrarot-Gasanalyse bestimmt und über eine empirische Formel zur mikrobiellen Aktivität bzw. Biomasse in Beziehung gesetzt werden.
Anderson & Domsch (1978) ermittelten, dass 1 ml glucoseinduziertes freigesetztes CO2 pro Trockensubstanz in einer Stunde bei 22 °C 40,04 mg mikrobiellem Biomasse-Kohlenstoff entspricht. Die Biomasse (Trockenmasse) der Mikroorganismen erhält man dann über den Anteil des Kohlenstoffs an der Gesamtbiomasse – allgemein etwa 45 %.
Formel zur Berechnung der mikrobiellen Biomasse:
{\displaystyle {\text{Biomasse}}={\frac {40{,}04\cdot {\frac {\text{Kohlenstoffdioxidvolumen}}{\mathrm {Bodeneinwage\cdot Zeit} }}+0{,}37}{0{,}45}}}

## Hintergrund
Vorherige Methoden, die sich mit der mikrobakteriellen Zusammensetzung von Böden beschäftigt haben, waren sehr aufwendig oder ungenau. Die Möglichkeiten waren direktes Auszählen unterm Mikroskop, oder enzymatische Extraktion von Zellwandkomponenten oder anderen für lebende Organismen spezifischen Komponenten aus dem Boden. Eine Methode der Analyse des anabolen Stoffwechsels und damit über die CO2-Konzentration wurde schließlich von Anderson 1973 entwickelt. 1976 folgte Jerkinson mit einer Methode zur genauen Bestimmung der Biomasse der enthaltenden Mikroorganismen.

### Quantifizierung der bakteriellen und pilzlichen Beiträge zur Bodenatmung
Im Jahr 1973 publizierten J.P.E. Anderson und K.H. Domsch zunächst eine Arbeit über eine Methode, die es ermöglichte, das Verhältnis zwischen Pilzen und Bakterien in einer Bodenprobe zu berechnen. Dazu wurden zunächst ein Inhibitor, der selektiv auf den anabolen Stoffwechsel von Bakterien und ein Inhibitor, der selektiv auf den anabolen Stoffwechsel von Pilzen reagiert, experimentell ausgewählt. Außerdem wurde Glucose als geeignete Kohlenstoffquelle zum Anregen des anabolen Stoffwechsels von Bakterien und Pilzen gewählt. Durch weitere Experimente wurde die optimale Konzentration an Inhibitor und Substrat herausgefunden. Schließlich war es möglich, gezielt nur den CO2-Ausstoß der Pilze oder Bakterien über einen Zeitraum von sechs Stunden zu messen. Über die Gleichungen
{\displaystyle {\text{Prozentualer Anteil Bakterien}}={\frac {\text{CO2 ohne Inhibitor − CO2 mit Pilz-Inhibitor}}{\text{CO2 ohne Inhibitor − CO2 mit beiden Inhibitoren}}}}
{\displaystyle {\text{Prozentualer Anteil Pilze}}={\frac {\text{CO2 ohne Inhibitor − CO2 mit Bakterien-Inhibitor}}{\text{CO2 ohne Inhibitor − CO2 mit beiden Inhibitoren}}}}
lässt sich der prozentuale Anteil der lebenden Zellen von Bakterien und Pilzen in einer Bodenprobe genau angeben.

### Auswirkungen auf den Stoffwechsel im Boden nach Behandlung mit Chloroform
Drei Jahre später publizierten D. S. Jenkinson und D. S. Powlson eine Methode, um die Biomasse von Mikroorganismen in einer Bodenprobe zu bestimmen. Dazu wird eine Probe in zwei gleiche Gefäße aufgeteilt. Eines der Gefäße wird 24 Stunden lang mit Chloroform begast, das andere bleibt unbehandelt im dunklen Schrank bei 25 Grad Celsius. Aus dem unbehandelten Gefäß wird ein Gramm in das behandelte gegeben. Nach zehn Tagen wird in beiden Gefäßen die entstandene Menge an CO2 über ein Titrationsverfahren gemessen. Die CO2-Messung wird beim unbehandelten Glas nach 20 Tagen wiederholt. Über die Gleichung
{\displaystyle B={\frac {X-y}{k}}}
Biomasse in mg C pro 100 g Boden = B
Menge CO2 entstanden in behandeltem Boden (zwischen Tag 0 bis 10) = X
Menge CO2 entstanden in unbehandeltem Boden (zwischen Tag 10 bis 20) = y
Anteil des Kohlenstoffs der getöteten Mikroorganismen, der in CO2 umgewandelt werden kann = k = 0,5
kann die Biomasse der Mikroorganismen in einer Bodenprobe bestimmt werden. Der im Boden enthaltende Kohlenstoff von abgestorbenen Organismen kann als Kohlenstoffquelle genutzt werden. Die Menge an nutzbarem Kohlenstoff ist in der CO2-Konzentration messbar. Notwendig ist eine Konstante k, um das CO2 von dem abgetöten, aber in zehn Tagen nicht genutzten Material herauszurechnen. Diese Konstante ist von der Aktivität der Mikroorganismen und somit von der Umgebungstemperatur abhängig.

### Eine physiologische Methode für die quantitative Messung von mikrokioeller Biomasse in Böden
Schließlich nutzten J.P.E. Anderson und K.H. Domsch im Jahr 1978 eine Weiterentwicklung der Methode von Jenkinson und kombinierten diese mit der von ihnen selbst entwickelten Methode aus dem Jahr 1973. Sie präzisierten das Verfahren von Jenkinson, indem kleinere Proben genommen wurden. Anstelle der Messung über Titration nach 10 bzw. 20 Tagen wurde die CO2-Konzentration in den Probengefäßen jede Stunde über einen Gaschromatographen gemessen. Außerdem wurden Gefäße mit einer CO2-freien Durchlüftung anstelle der gasdicht verschlossenen Gefäße benutzt. Da Anderson bei einer drei Grad geringeren Temperatur arbeitete, wurde der k-Faktor von 0,5 durch erneute Experimente auf 0,411 angepasst.
Für die Messung der Bodenatmung wurden die Bodenproben (nach zehntägiger Lagerung) mit verschiedenen Konzentrationen verschiedener Kohlenstoffquellen versetzt. Es wurde jeweils 20 Minuten CO2-freie Luft durch das Probenrohr geblasen und anschließend zehn Minuten lang die CO2-Konzentration mit einem Gaschromatographen gemessen. Dabei zeigte sich wiederholt Glucose als Kohlenstoffquelle, die den Stoffwechsel am stärksten anregt. Die maximale Atmungsrate wurde für jede Bodenprobe bestimmt. Gleichzeitig wurde die maximale Atmungsrate von reinen Laborproben mit bekannter Masse und Alter bestimmt.
Für die Messung des Kohlenstoffgehalts der Biomasse wurde die Methode von Jerkinson angewandt, inklusive der oben beschriebenen Modifikationen. Aus den gewonnenen Daten könnte eine lineare Korrelation erstellt werden.
{\displaystyle X={\text{absolute Biomasse}}={\dfrac {\text{mg Biomasse C}}{\text{100 g Boden}}}}
{\displaystyle Y={\text{maximale Atmung}}={\dfrac {\text{ml CO2}}{{\text{Zeit}}\cdot {\text{100g Boden}}}}}
Die Regressionsgerade hat die Gleichung:
{\displaystyle X=40{,}04\cdot Y+0{,}37}
Stellt man Gleichung zur Biomasse um und beachtet den k-Wert, ergibt sich folgende Gleichung:
{\displaystyle {\text{Biomasse}}={\dfrac {40{,}04\cdot {\dfrac {\text{V(CO2)}}{{\text{g Boden}}\cdot {\text{Zeit}}}}+0{,}37}{0{,}45}}}
Bei Anwendung der Formel ist zu beachten, dass diese nur für eine Inkubationstemperatur von 22 Grad Celsius anwendbar ist. Bei einer anderen Temperatur muss gegebenenfalls der k-Faktor verändert werden. Es können Böden aus verschiedenen Klimazonen miteinander verglichen werden.

## Beurteilung
Der Vorteil der SIR-Methode liegt in der guten Reproduzierbarkeit und dem relativ geringen Arbeits- und Zeitaufwand. Genau genommen muss allerdings immer erst die niedrigste Glucosekonzentration mit der maximalen Atmungsreaktion bestimmt werden. Wird zu wenig Glucose zugegeben, wird die Biomasse unterschätzt, bei zu hohen Zugaben wachsen die Mikroorganismen, wodurch das Ergebnis verfälscht wird. Durch diese Vorarbeit vergrößert sich natürlich der Aufwand. Darauf kann in der Praxis jedoch oft verzichtet werden, weil lediglich vergleichende Aussagen getroffen werden sollen (ist beispielsweise die mikrobieller Biomasse bei einem Standort größer als bei einem anderen?). Zudem kann man mittels spezifischer Hemmstoffe zwischen verschiedenen Mikroorganismengruppen oder zwischen Mikroorganismen und Pilzen unterscheiden. Nicht unterscheidbar sind mit dieser Methode Mikroorganismen im aktiven und vegetativen Stadium.